# Aylacostoma stigmaticum
Espèce
Statut de conservation UICN

 EW  : Éteint à l'état sauvage
Aylacostoma stigmaticum est une espèce de mollusques gastéropodes de la famille des Thiaridae. Cette espèce d'eau douce a disparu à l'état sauvage, à la suite de la construction du barrage de Yacyretá sur le fleuve Paraná en 1993.